# Мина Ковачевић

Мирослава Мина Ковачевић је српска песникиња из засеока Локве код Горњег Милановца. Позната је по томе што је, 70-их година 20. века, посветила песму и направила споменик Јозефу Шулцу, немачком војнику који је наводно одбио да стреља заробљене партизане у Смедеревској Палaнци 20. јула 1941. и због тога био стрељан заједно са њима. 

## ЛЕГЕНДА О ЈОЗЕФУ ШУЛЦУ
17. јула 1941. године, група партизана Паланачке партизанске чете је заробљена у борби против Немаца на брду Градиште у селу Вишевац код Раче Крагујевачке. 3 дана касније, 16 партизана изведени су на стрељање у оквиру касарне на Кисељаку у Смедеревској Паланци. Тада је, наводно, немачки војник Jозеф Шулц одбио да пуца на постројене партизане, због чега га је командант вода убацио међу партизане и стрељао заједно са њима. Ова прича није потврђена у историји. 
Ова причу је актуелизовао један посланик немачког Бундестага крајем 60-их година 20. века. Од тада, Јозеф Шулц постаје предмет великог интересовања југословенске и немачке јавности, и изузетно поштована личност; а делом и предмет историјских дискусија. О њему је снимљен и кратак филм у продукцији Застава филма 1973. године - Јозеф Шулц. Лик немачког војника који одбија да стреља Србе се појављује и у филму Крвава бајка (1969) Tорија Јанковића, о Крагујевачком масакру, мада се не зна да ли је то директна алузија на Јозефа Шулца. 
Средином 70-их, Мина Ковачевић пише песму о Шулцу, а онда и подиже у дворишту своје куће у Локвама споменик њему, што је изазвало велике поделе у српској и југословенској јавности. Део јавности је сматрао да је то увреда жртава рата и да мора бити уклоњен, уосталом и због тога што закон није дозвољавао подизање споменика непријатељским воницима у Другом светском рату; други део јавности је одобравао подизање споменика, јер је сматрао да је то одавање почасти немачком војнику који је жртвовао свој живот да не би учетствовао у убијању партизана. Локална управа у Г.Милановцу је неколико пута слала људе да сруше споменик, али се то ниједном није десило због отпора јавности. Немачки амбасадор Хорст Грабер се 1981.год. поклонио споменику.
Немачки новинар Михаел Мартенс, дописник Франкфуртер Алегмајне Цајтунга из Србије од 2002. до 2009., издао је 2014. књигу о легенди о Јозефу Шулцу - У потрази за јунаком. Он сматра, по доказима које је нашао, да је легенда о Јозефу Шулцу највероватније само легенда, и да је Шулц највероватније погинуо 19. јула 1941. у борби са партизанима код Тополе. Оне је посетио Мину Ковачевић и нправио интервју са њом. Она је изјавила да је првих неколико година после прављења споменика повремено доживљавала непријатности од људи из свог краја. 

## СПОМЕНИК И ПЕСМА
Споменик је у облику усправног правоугаоника. На једној страни је лице Шулца у рељефу, а на другој пише :Ово је тужан спомен немачком војнику Јозефу Шулцу који збаци знамење и оружје своје земље и стави се на страну голоруког српског народа. Поред споменика је постављено и 16 белих каменова, који симболизују стрељане српске борце. 

## Збирка фотографија
Осамдесетих година 20. века Историјски архив у Неготину добио је на поклон колекцију од девет фотографија начињених у јулу 1941. у Смедеревској Паланци када су немачки егзекуционе јединице убиле групу од 16 партизана.
Фотографије је тадашњем директору Архива, Божидару Благојевићу, поклонио Мирослав Полак, син фотографа Алојза Полака, родом из Чешке, који је са породицом дошао у Неготин из Крагујевца 1927. године. 
Полак, један од најбољих неготинских фотографа, боравио је у овом граду све до 1947. када се са супругом Мањом и децом Мирославом и Рушком преселио у Чешку.
Алојз Полак је одлазећи из Неготина понео са собом све што је могао, па и фотографије. Како су током рата у Неготин долазиле и немачке егзекуционе јединице и биле стациониране у Учитељској школи у овом граду, а будући да ништа нису препуштали забораву, неке од филмова су давали на развијање и Алојзу Полаку, који је, желећи да сачува доказе о немачким злочинима, једну копију сачувао за себе, а другу предао Немцима. 
Међу развијеним фотографијама су биле и фотографије стрељања младих родољуба као и једног немачког војника за кога се верује да је Јозеф Шулц.
Фотографије бележе тренутке од довођења младих партизана, везивања очију, постројавања па све до стрељања и провере да ли су живи.
Колекцију коју је сачувао Алојз Полак, Историјски архив у Неготину је ослободио кроз пројекат стажирања "ГЛАМ".